# Roger Nordström
Roger Nordström (* 27. April 1966 in Malmö) ist ein ehemaliger schwedischer Eishockeytorwart, der in seiner aktiven Laufbahn von 1983 bis 2003 unter anderem für die Krefeld Pinguine in der Deutschen Eishockey Liga gespielt hat. 

## Karriere
Roger Nordström begann seine Karriere als Eishockeyspieler in seiner Heimatstadt bei den Malmö Redhawks, für die er in der Saison 1983/84 sein Debüt in der zweitklassigen Division 1 gab. Nachdem er in seinem Rookiejahr mit seiner Mannschaft abgestiegen war, gelang ihm mit den Redhawks in der folgenden Spielzeit der sofortige Wiederaufstieg. In der Saison 1989/90 gelang dem Torwart mit seinem Team der Aufstieg in die Elitserien, in der er die folgenden acht Jahre mit Malmö verbrachte, mit dem er 1992 und 1994 jeweils Schwedischer Meister wurde. Im Sommer 1998 wurde der Schwede von den Krefeld Pinguinen aus der DEL verpflichtet, mit dem er in der letzten Spielzeit seiner Laufbahn, in der Saison 2002/03 noch einmal Deutscher Meister wurde.

### International
Für Schweden nahm Nordström an den Weltmeisterschaften 1994 und 1995 teil. Des Weiteren stand er im Aufgebot Schwedens bei den Olympischen Winterspielen 1992 in Albertville.

## Erfolge und Auszeichnungen
| - 1985 Aufstieg in die Division 1 mit den Malmö Redhawks - 1990 Aufstieg in die Elitserien mit den Malmö Redhawks - 1992 Schwedischer Meister mit den Malmö Redhawks - 1992 Europapokal-Gewinn mit Malmö IF | - 1994 Schwedischer Meister mit den Malmö Redhawks - 1994 Schwedisches All-Star Team - 2003 Deutscher Meister mit den Krefeld Pinguinen |

### International
- 1994 Bronzemedaille bei der Weltmeisterschaft
- 1995 Silbermedaille bei der Weltmeisterschaft

## DEL-Statistik
(Stand: Ende der Saison 2008/09)